# John T. Ishiyama

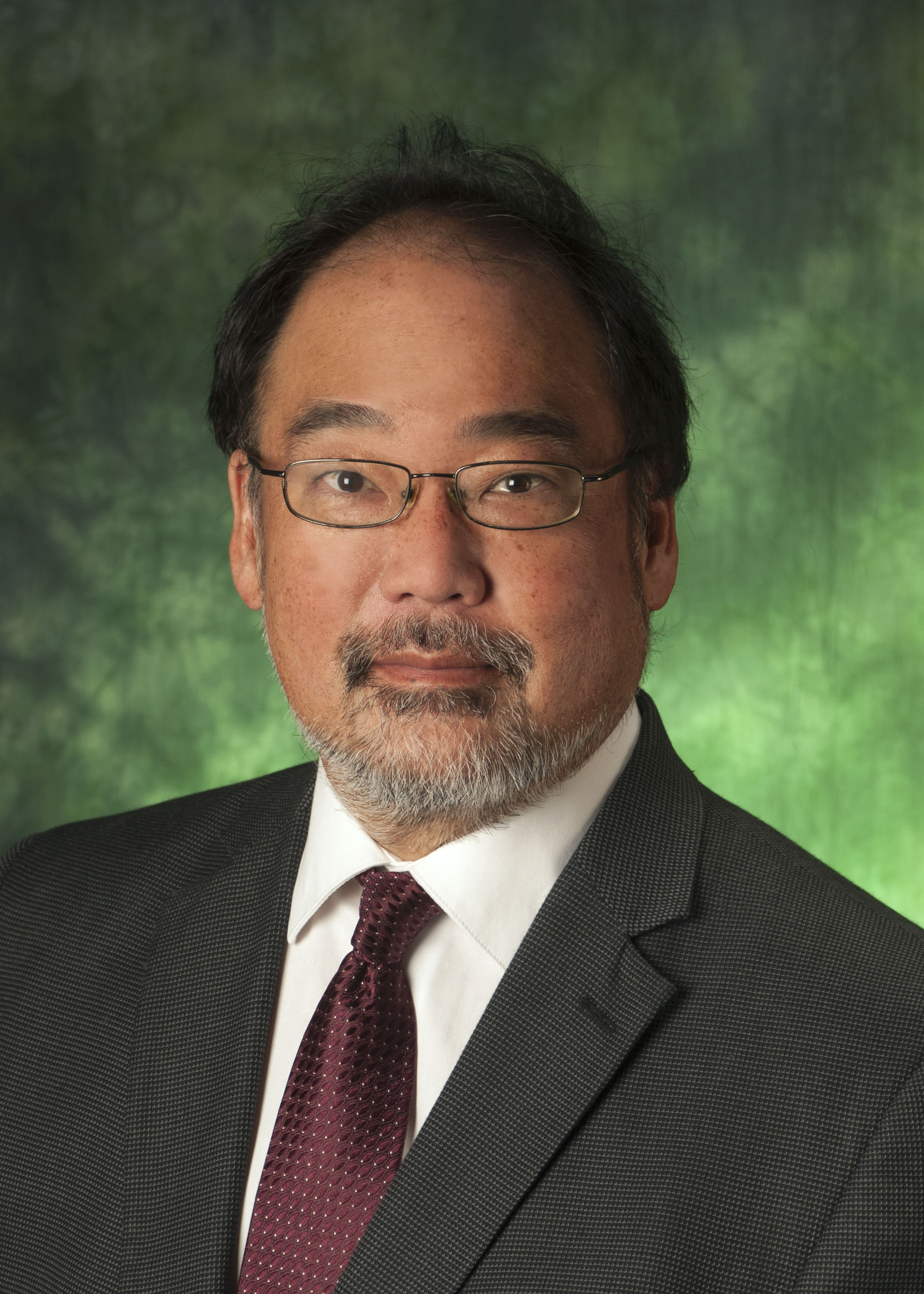
John T. Ishiyama

John Toaru Ishiyama (* 1960) ist ein US-amerikanischer Politikwissenschaftler und Professor an der University of North Texas. Er ist (Stand 2021) designierter Präsident der American Political Science Association (APSA).
John Ishiyama machte seinen Bachelor-Abschluss in Politikwissenschaft 1982 an der Bowling Green State University, legte 1985 das Master-Examen an der University of Michigan (Center for Russian and East European Studies) ab und wurde 1992 an der Michigan State University zum Ph.D. promoviert. Assistant Professor und danach Associate Professor und schließlich von 2003 bis 2008 Full Professor war er an der Truman State University in Kirksville, Missouri. Seit 2008 lehrt und forscht er an der University of North Texas.
Ishiyamas Forschungsschwerpunkt liegt auf der Vergleichenden Politikwissenschaft, er untersucht Demokratisierung und politische Parteien in den postkommunistischen russischen, europäischen, eurasischen und afrikanischen (insbesondere äthiopischen) Staaten.

## Schriften (Auswahl)
- Comparative politics. Principles of democracy and democratization. Wiley-Blackwell, Chichester (U.K.)/Malden 2012, ISBN 978-1-40518-685-8.
- Herausgegeben mit Marijke Breuning: 21st century political science. A reference handbook. SAGE, Thousand Oaks 2011, ISBN 978-1-41296-901-7.
- Communist successor parties in post-communist politics. Nova Science Publishers, Hunti ngton 1999, ISBN 1560726776.
- Mit Marijke Breuning: Ethnopolitics in the New Europe. Lynne Rienner Publishers, Boulder 1998, ISBN 1555876102.